# Alexandriet
Alexandriet is genoemd naar de Russische tsaar Alexander II en is een variëteit van chrysoberil.

## Geschiedenis
Alexandriet werd in 1832 ontdekt in de Oeral. Het is de meest gewaardeerde variëteit van chrysoberil en is altijd omgeven geweest met sage, overdag ziet alexandriet eruit als smaragd en 's nachts als een robijn of een amethist. Dit verschijnsel noemt men het alexandriet-effect. De steen werd symbool van het leven en van positieve veranderingen.

## Voorkomen
De belangrijkste afzettingen bevinden zich sinds 1832 in het rivierdal van de Tokowaya in de Oeral in Rusland. Lange tijd was dit de enige vindplaats van alexandriet. Er zijn kristallen gevonden met een grootte van 4 cm. In het Fersman-museum in Moskou bevindt zich een groep alexandrietkristallen (Kotschubej) van 5,38 kg en met een grootte van 25 x 15 cm. Hier komen de alexandrieten samen voor met smaragden en fenakieten in glimmerleisteen. Vaak vertonen ze het kattenoogeffect. Later vond men ook alexandrieten in Brazilië, op Sri Lanka en Madagaskar. Op Madagaskar samen met cymofaan, Alexandrieten komen voor met smaragden in de edelsteenafzettingen van de Somabul in Zimbabwe. Recentelijk zijn er ook nog gevonden in India, Zuid-Afrika, en Tanzania er zijn ook enkele vondsten bekend uit Australië.

## Synthetisch en Imitatie Amethist
Synthetisch alexandriet wordt geproduceerd in een laboratorium en is chemisch identiek aan natuurlijk alexandriet. Deze stenen worden gemaakt met methoden zoals het fluxfusieproces en hydrothermale synthese, die de natuurlijke groeiomstandigheden van edelstenen nabootsen onder gecontroleerde laboratoriumomstandigheden. Omdat het identiek is aan natuurlijk alexandriet in chemische samenstelling en optische eigenschappen, biedt het dezelfde kleurveranderende effecten. Het is aanzienlijk goedkoper dan natuurlijk alexandriet, waardoor het toegankelijker is voor een breder publiek. Het heeft dezelfde hardheid en slijtvastheid als natuurlijk alexandriet, waardoor het geschikt is voor dagelijks gebruik in sieraden.
Aan de andere kant simuleert imitatie alexandriet het uiterlijk van alexandriet maar gebruikt volledig verschillende materialen zoals gekleurd glas of synthetische korund. Deze zijn chemisch en fysiek verschillend van echt alexandriet. Imitatie edelstenen zijn veel goedkoper dan zowel de natuurlijke als synthetische varianten. Hoewel ontworpen om de kleurverandering na te bootsen, bereiken ze zelden de kwaliteit en het subtiele effect van echt alexandriet. De kleurverandering kan minder natuurlijk en overtuigend zijn.

## Bewerking
Facetslijpsel, cabochons.

## Vergelijkbare mineralen
Andalusiet, granaat met alexandriet-effect.

## Imitaties
Synthetische robijn, doubletten, synthetische alexandriet, korund, spinel met alexandriet-effect.

## Determinatie
Hardheid, soortelijk gewicht, optisch.

## Aanbeveling
Schoonmaken zonder problemen, door verhitting kan de kleur verloren gaan.

## Verzorging
Als bij chrysoberil.